# Xinzhou, Guangdong
Xinzhou (kinesiska: 新洲) är en köping i sydöstra Kina. Den ligger i stadsdistriktet Yangdong i staden Yangjiang i provinsen Guangdong, omkring 170 kilometer sydväst om provinshuvudstaden Guangzhou. Antalet invånare är 42 958. Befolkningen består av 20 396 kvinnor och 22 562 män. Barn under 15 år utgör 17,0 %, vuxna 15-64 år 71 %, och äldre över 65 år 10,0 %.